# جائزة الأوسكار لأفضل مونتاج صوتي
جائزة الأوسكار لأفضل مونتاج صوتي هي جائزة سنمائية تمنح سنويا لافضل محرر اصوات.